# Sălătruc, Bacău
Sălătruc este un sat ce aparține orașului Dărmănești din județul Bacău, Moldova, România.